# 六氟锑酸铵
六氟锑酸铵是一种无机化合物，化学式为NH4SbF6。它可用于精细化学和有机合成，如用作催化剂，可以替代有机氟化物。它可溶于水。可以形成针状或柱状的结晶。

## 制备
六氟锑酸铵可由六氟锰(IV)酸铵和五氟化锑反应得到：
{\displaystyle \mathrm {4\;SbF_{5}+2\;(NH_{4})_{2}MnF_{6}\longrightarrow 4\;NH_{4}SbF_{6}+2\;MnF_{3}+F_{2}\uparrow } }
五氟化锑和氟化铵的反应亦能生成六氟锑酸铵：
{\displaystyle \mathrm {4\;SbF_{5}+NH_{4}F\longrightarrow NH_{4}SbF_{6}} }
全氟衍生物可以按下式得到：

{\displaystyle \mathrm {NF_{3}+F_{2}+SbF_{5}{\xrightarrow {206^{o}C}}{NF_{4}SbF_{6}}} }

## 拓展阅读
- Huajing （页面存档备份，存于）
- Chemical Book （页面存档备份，存于）
- ChemCD （页面存档备份，存于）
- ChemTik
- Wernerblank （页面存档备份，存于）
- Science of Synthesis: Houben-Weyl Methods of Molecular Transformations Vol ... （页面存档备份，存于）, Mark Lautens
- Chemical Book （页面存档备份，存于）
- Cumulenes in Click Reactions （页面存档备份，存于）, Henri Ulrich